# Cassandra Wilson
Cassandra Wilson (ur. 4 grudnia 1955 w Jackson w stanie Missisipi) – amerykańska piosenkarka jazzowa i zdobywczyni nagrody Grammy.
Wychowywali ją rodzice – muzyk i wychowawca szkolny. Przez 13 lat uczyła się gry na fortepianie. W 1981 przeprowadziła się do Nowego Orleanu, gdzie występowała razem z Earlem Turbintonem i Ellisem Marsalisem. W 1982 zamieszkała w East Orange, New Jersey, gdzie podjęła decyzję o wypróbowaniu swoich szans na nowojorskiej scenie jazzowej. Wkrótce zaczęła nagrywać własne utwory.

## Dyskografia
- Destiny Express
- Point of View (1986)
- Days Aweigh (1987)
- Blue Skies (1988)
- Jumpworld (1990)
- She Who Weeps (1991)
- Live (1992)
- Dance to the Drums Again (1993)
- Blue Light 'Til Dawn (1993)
- After the Beginning Again (1994)
- New Moon Daughter (1995)
- Songbook (1996)
- Rendezvous (z Jackym Terrassonem) (1997)
- Traveling Miles (1999)
- Belly of the Sun (2002)
- Sings Standards (2002)
- Glamoured (2003)
- Thunderbird (2006)
- Brown Sugar soundtrack - Time after Time
- Loverly (2008)
- Closer to You: The Pop Side  (2009)
- Silver Pony (2010)
- Another Country (2012)
- Coming Forth by Day (2015)